# Gasen i botten (musikalbum)
Gasen i botten är musikern/kompositören Eddie Meduzas fjärde studioalbum från 1981. Gasen i botten var Meduzas största skivsuccé och låtarna "Gasen i botten" och "Mera brännvin" blev hans stora genombrott. Albumet såldes i över 50 000 exemplar.

## Låtlista
Sida ett
1. "Mera brännvin" (Tillägnad Torsten Bengtsson) - 3:20
2. "Lonely Teardrops" - 2:33
3. "Andra kan dom" - 2:06
4. "Juanita" - 3:28
5. "Love You All to Much" - 3:44
6. "Volvo" - 3:19

Sida två
1. "Glasögonorm" - 3:12
2. "Superman" - 2:33
3. "Gasen i botten" - 3:19
4. "Teenage Love" - 4:10
5. "Jeany Jeany" - 3:00
6. "34:an" (Stuart Hamblen/Olle Adolphson) - 2:15

## Listplaceringar
| Lista (1981-1982) | Topplacering |
| ----------------- | ------------ |
| Sverige           | 13           |

### Fotnoter
1. ↑  Listplacering